# Луксембурзи
Династија Луксембурга је била средњовековна грофовска породица пореклом из Луксембурга. Успон породице почео је са Хенриком, луксембуршким грофом, који је 1308. постао краљ Немачке, а затим 1312. цар Светог римског царства. Син Хенрика VII Јован Луксембуршки је 1310. постао краљ Чешке, али није успео и да се наметне за цара. Луксембурзи су се учврстили као краљеви Чешке, а Јованов син Карло IV и унук Жигмунд су били бирани и за цареве. Са Жигмундовом смрћу 1437. угасила се мушка линија династије Луксембурга. Њихове поседе у средњој Европи преузели су, захваљујући рођачким везама, Хабзбурзи и Јагелони.

## Важнији представници
- Хенрик VII (1275—1313), краљ Немачке и цар Светог римског царства.
- Балдуин, надбискуп Трира (око 1285 – 1354), Хенриков брат.
- Јован Луксембуршки (1296–1346), Хенриков син, краљ Чешке.
- Карло IV (1316 — 1378), Јованов син, краљ Чешке и цар Светог римског царства.
- Јобст Моравски (1351—1411), Карлов синовац, маркгроф Бранденбурга и противкраљ Немачке.
- Вацлав IV (1361–1419), Карлов син, краљ Чешке и краљ Немачке.
- Жигмунд (1368–1437), Карлов син, краљ Угарске, краљ Чешке, краљ Немачке и цар Светог римског царства.
- Елизабета Чешка (1409—1442), Жигмундова ћерка, удата за аустријског војводу и краља Немачке Алберта II из династије Хабзбурга.